# Conseil supérieur de la propriété littéraire et artistique
En France, le Conseil supérieur de la propriété littéraire et artistique (CSPLA) est une instance consultative indépendante, chargée de conseiller le ministre de la Culture et de la Communication en matière de propriété littéraire et artistique. Il remplit également une fonction d'observatoire de l'exercice et du respect des droits d'auteurs et des droits voisins, y compris dans le domaine de l'IAg (intelligence artificielle générative).

## Description
Le Conseil supérieur de la propriété littéraire et artistique a été fondé le 10 juillet 2000. Cette création avait été proposée par le député Patrick Bloche dans son rapport Le désir de France, remis au Premier ministre en décembre 1999. Le CSPLA a vocation à répondre aux questions posées aux droits d’auteur et droits voisins par l’essor du numérique.
Le Conseil supérieur compte au total 99 membres : un président et un vice-président, respectivement conseiller d’État et conseiller à la Cour de cassation ; 8 représentants des différentes administrations concernées ; 9 personnalités qualifiées dans le domaine de la propriété intellectuelle (avocats, professeurs d’université ou ingénieurs en télécommunications) ;
deux représentants des établissements publics placés sous la tutelle du ministre chargé de la culture et chargés de conserver et mettre en valeur le patrimoine culturel ; 39 représentants des professionnels et leurs 39 suppléants.

## CSPLA et IA
Après son travail sur la transparence des données d'entraînement et les modèles de rémunération, le CSPLA lance en 2025 une mission sur la loi applicable aux modèles d'IAg commercialisés dans l'UE ; ses conclusions sont attendues pour la fin 2025.

## Liste des présidents
- Jean-Philippe Mochon (depuis 2024)
- Olivier Japiot (2018-2024)
- Pierre-François Racine (2012-2018)
- Sylvie Hubac (2010-2012)
- Jean-Ludovic Silicani (2001-2009)